# Zoltán Lajos Meszlényi

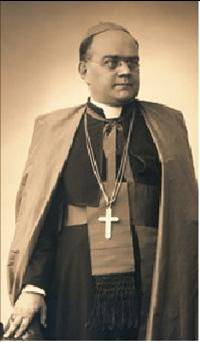

Zoltán Lajos Meszlényi (* 2. Januar 1892 in Hatvan, Österreich-Ungarn; † 4. März 1951 in Kistarcsa, Ungarn) war ein römisch-katholischer ungarischer Geistlicher, der mittlerweile seliggesprochen wurde.
Meszlényi war das zweite von fünf Kindern von Zoltán Meszlényi, einem Lehrer, und Etel Burszky. In Budapest besuchte er das Benediktinergymnasium und in Esztergom das Priesterseminar. Ab 1909 war er Seminarist im Pontificium Collegium Germanicum et Hungaricum de Urbe in Rom und studierte an der Päpstliche Universität Gregoriana. Er sprach gut Latein, Italienisch, Deutsch, Englisch und Französisch und während er in Rom war, perfektionierte er sein Altgriechisch und Latein weiter. Außerdem konnte ein wenig Spanisch und Slowakisch. Schließlich promovierte er 1912 in Philosophie. Gleichzeitig erwarb er 1913 auch ein Diplom in Theologie an der Gregorianischen Universität. Er beendete sein Studium des Kanonischen Rechts an der Päpstlichen Universität Gregoriana und erwarb einen Abschluss.
Nach seiner Priesterweihe in Innsbruck am 28. Oktober 1915 schickte Kardinal János Csernoch (1912–1927), Primas von Ungarn, ihn nach Komárom. Zoltán Meszlényi hatte chronische Herz- und Schilddrüsenprobleme, welche aber 1937 geheilt werden konnten. Am 22. September 1937 ernannte ihn Papst Pius XI. zum Titularbischof von Sinope und Weihbischof in Esztergom. Jusztinián György Serédi OSB, Erzbischof von Esztergom, weihte ihn am 28. Oktober 1937 zum Bischof. Mitkonsekratoren waren István Breyer, Bischof von Győr, und Endré Kriston, Weihbischof in Eger. Während des Zweiten Weltkriegs kritisierte er den Nationalsozialismus und versuchte, den verfolgten Juden zu helfen.
Nach dem Aufstieg des Kommunismus in Ungarn und dem Ausbruch der Verfolgung der katholischen Kirche wurde er gegen den Willen der kommunistischen Machthaber nach der Inhaftierung von József Mindszenty und dessen Generalvikar Verwalter der Erzdiözese. Zehn Tage nach seiner Wahl wurde er festgenommen und in das Konzentrationslager Kistracsa gebracht, wo er aufgrund der Folter im Auftrag von Mátyás Rákosi starb. Sein Tod wurde erst drei Jahre später bekannt und seine Asche 1966 heimlich in der Kathedrale von Esztergom beigesetzt.
Nach dem Sturz des kommunistischen Regimes in Ungarn wurde sein Heiligsprechungsverfahren am 10. März 2004 eröffnet. Am 31. Oktober 2009 wurde er in Esztergom als Märtyrer seliggesprochen. Die Seligsprechungsmesse wurde von Kardinal Peter Erdő zelebriert. Der eigentliche Akt der Seligsprechung wurde vom Präfekten der Kongregation für die Seligsprechung, Erzbischof Angelo Amato, im Auftrag von Benedikt XVI. vollzogen. Sein liturgischer Gedenktag ist der 4. März.